# دردشت (اصفهان)
دردشت محله‌ای تاریخی در اصفهان است. سیستم تقسیم‌بندی اصفهان بر محلات مسکونی استوار بود که این سیستم در تمامی دوره‌های تکامل شهری و شکل‌گیری شهر حفظ شده است یکی از محلات بزرگ شهر اصفهان محله دردشت است. محلات دیگر عبارتند از :جوباره، کران و کوشک. محله دردشت در شمال خیانان عبدالرزاق واقع شده است و بازار دردشت به عنوان ستون فقرات محله دردشت است که عناصر مذهبی و خدماتی مثل مسجد آقانور، کاروانسرای قدیمی و مسجد پاسنگ، حمام دردشت را در پیرامون خود دارد. سازماندهی مرکز محله دردشت شهر اصفهان را در واقع می‌توان یک شهر صفوی نامید. بازار صفوی اصفهان، واقع در شمال میدان نقش جهان، این میدان را به میدان کهنه سلجوقی متصل می‌کند. محور صفوی به همراه بازار اهمیت بارزی پیدا کرده و در واقع از اصلی‌ترین محورهای شهری شد. از این محور اصلی، محورهای نیمه عمومی و نیمه خصوصی منشعب می‌شده‌اند؛ که محله‌ها و مراکز پانها را به محور متصل می‌کردند وهر کدام با اتصال به میدان اصلی شهر با تداوم، وحدت و یکپارچگی شهر را انسجام می‌بخشیدند.

## جمعیت
جمعیت این محله (بلوک آماری) در سال 1401، 3155 نفر با تراکم 115 نفر در هر کیلومتر مربع بوده است.

## عکس

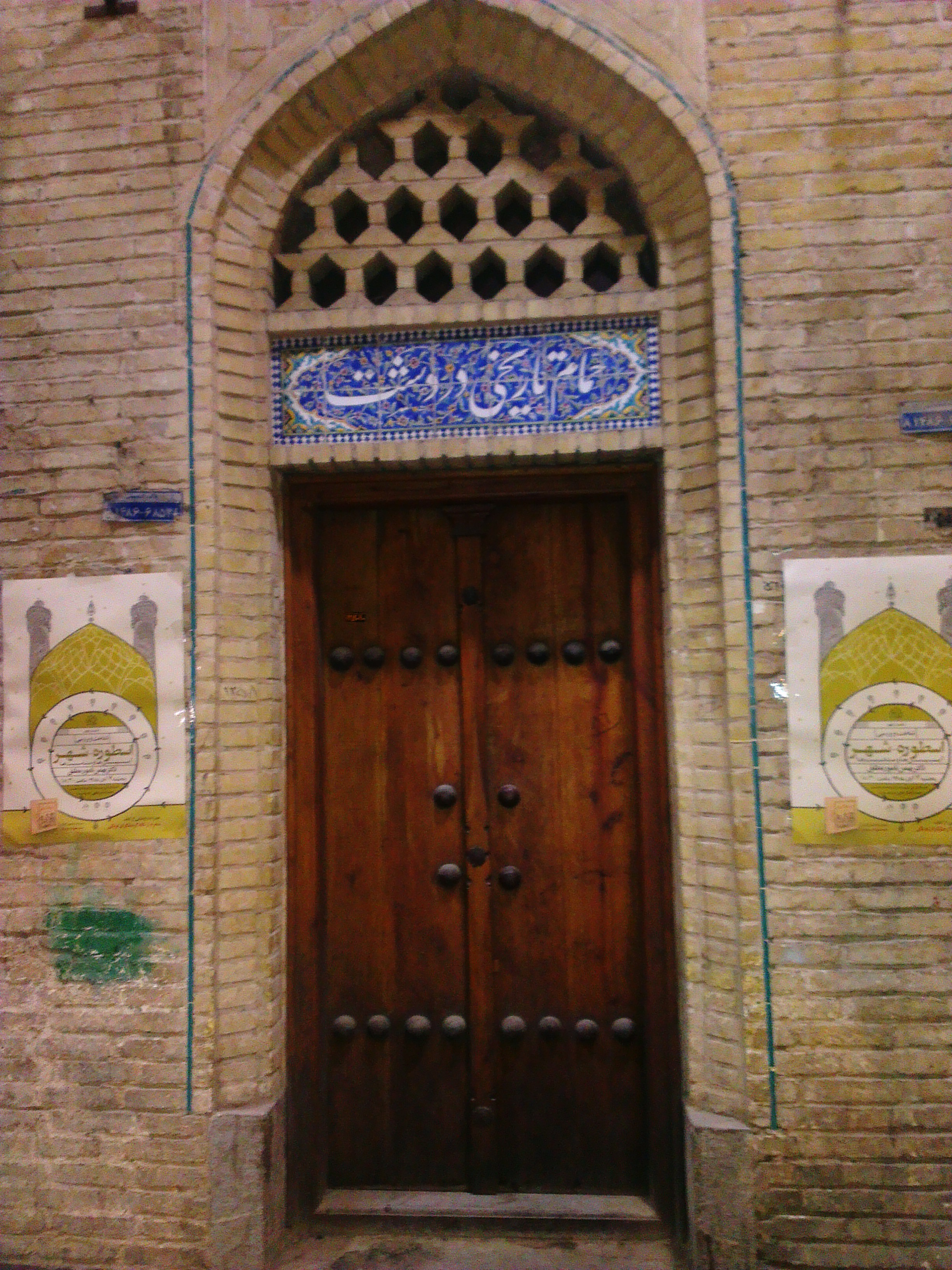
حمام دردشت
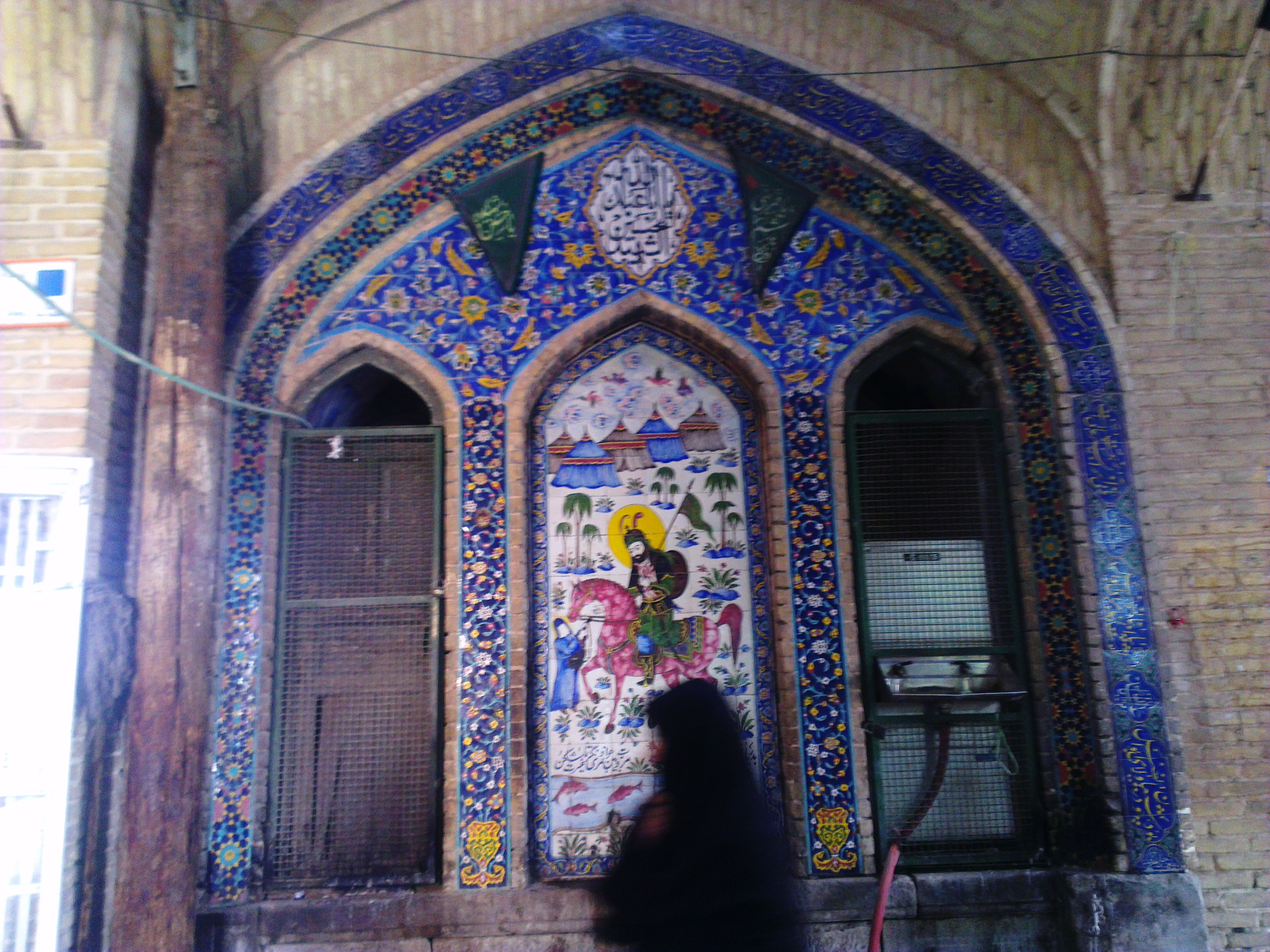
بازار دردشت
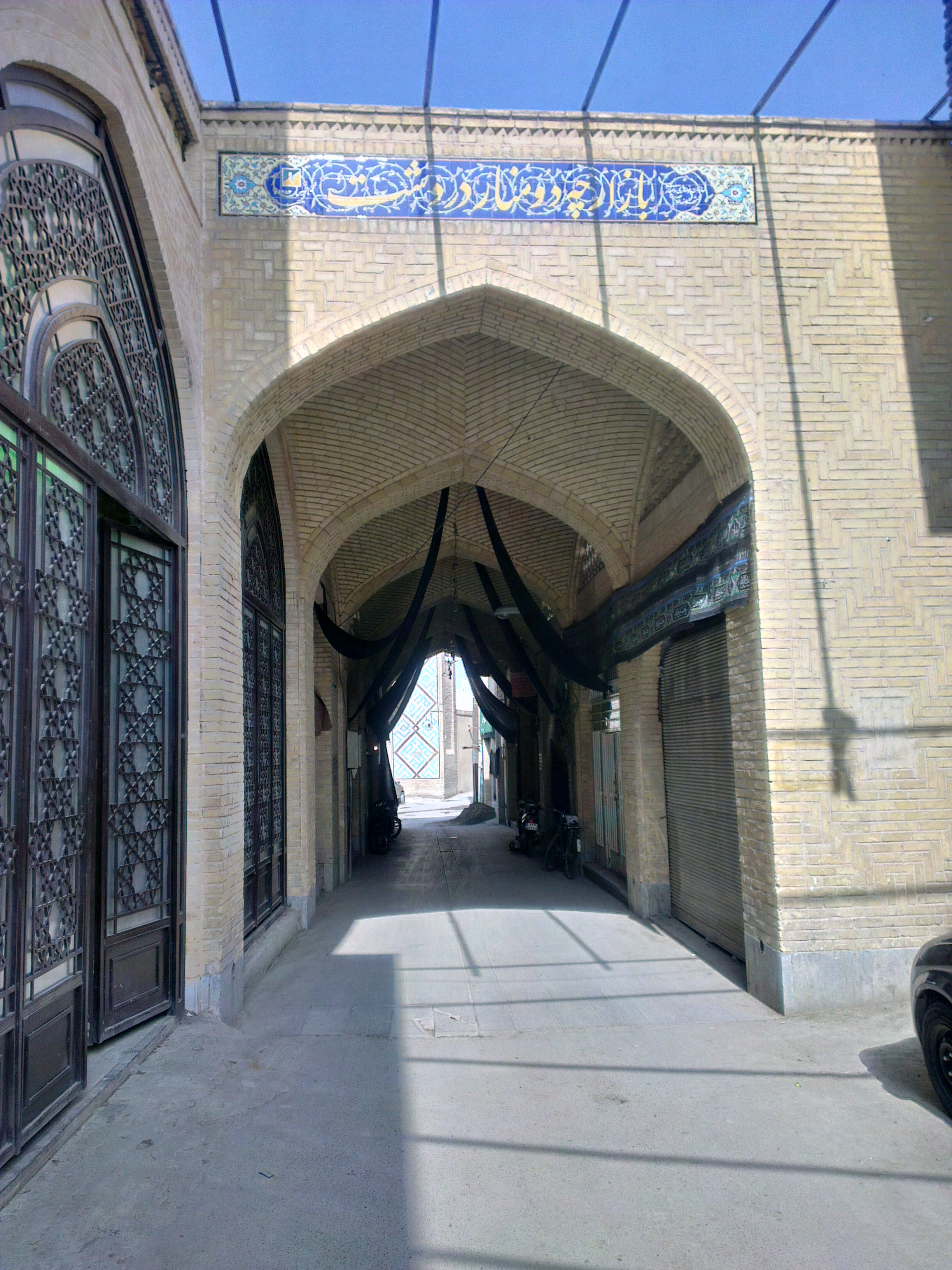
بازار دردشت